# Bramhope
Bramhope är en ort och civil parish i Storbritannien.   Den ligger i distriktet Leeds i grevskapet West Yorkshire i riksdelen England, i den centrala delen av landet, 280 km norr om huvudstaden London. Bramhope ligger 163 meter över havet och antalet invånare är 3 361.
Terrängen runt Bramhope är platt åt sydost, men åt nordväst är den kuperad. Runt Bramhope är det mycket tätbefolkat, med 1 313 invånare per kvadratkilometer. Närmaste större samhälle är Leeds, 10,8 km söder om Bramhope. Trakten runt Bramhope består i huvudsak av gräsmarker.